# توماس هينكلي بوند
توماس هينكلي بوند هو سياسي أمريكي، ولد في 14 يناير 1804، وتوفي في 27 مايو 1882. انتخب عضو مجلس نواب كونيتيكت ‏.